# Bavia gabrieli
Bavia gabrieli är en spindelart som beskrevs av Alberto Barrion 2000. Bavia gabrieli ingår i släktet Bavia och familjen hoppspindlar. Inga underarter finns listade.